# Volvo B10-serien
Volvo B10 är en serie busschassin som tillverkades av Volvo 1978–2005.
I början bestod B10-serien av bakmotorchassit B10R som ersatte Volvo B59, och mittmotorchassit B10M som ersatte Volvo B58. Skillnaden mellan dessa är att B10R har motorn bakom bakaxeln och även kunde fås med något lägre insteg fram medan B10M har motorn under golvet mellan axlarna, alldeles bakom framaxeln och kunde fås med lägre golv allra längst bak. Under 1992 kom en dubbeldäckarversion (B10T) samt en vidareutveckling av B10R kallad B10B. Den sistnämnda fanns nu med lågt golv i de främre delarna, alltså avsaknad av trappsteg innanför de två främre in-/utgångarna och mittgången från längst fram till i mitten (lågentré). Denna modell kallades B10BLE och blev ett bättre alternativ till det vägsäkra men höga B10M-chassiet. Under 1993 lanserades även en helt ny variant med helt lågt golv bak till bakersta axeln, B10L. Det kom senare även som ledbuss, B10LA, och som dubbeldäckare kallat B10TL. De allra flesta varianter använder en liggande och längsmonterad 9,6-liters rak sexcylindrig motor. B10T och B10TL har samma motor, men stående tvärställd längst bak för att möjliggöra ett kortare bakre karossöverhäng. Drivmedlet är vanligtvis diesel eller bio-/naturgas. I början av 1980-talet fanns två testbussar med batteridrift baserade på B10M-chassi i SL-trafiken och under 1990-talet tillverkades det även totalt fem bussar med etanoldrift (två med B10L-chassi av årsmodell 1996 och tre med B10BLE-chassi av årsmodell 1997) (SL Buss-littera H50E respektive H51E) avsedda för innerstadstrafiken i Stockholm. Dessa försök av Volvo att konkurrera med Scanias etanoldrivna lågentrébuss CN113CLL MaxCi (littera H18E) som dominerade innerstaden vid den här tiden blev dock aldrig någon större framgång och bussarna byggdes senare om till vanlig dieseldrift och flyttades samtidigt ut från innerstaden till förorterna. B10L i dieselutförande slutade att tillverkas under 1999 och ersattes då av B7L. B10T gick ur produktion 2000 och ersattes av B10TL och B7TL. B10B och B10M i samtliga utföranden samt B10BLE dieselutförande gick ur produktion 2001 och ersattes av bussar i B12-serien medan B10BLE och B10L med biogasdrift fortsatte att tillverkades fram till 2004 respektive 2005. B10L med gasdrift ersattes av B9L medan B10BLE med gasdrift endast slutade att tillverkas. B10TL slutade att tillverkas 2004 och ersattes av B9TL.

## Varianter i kronologisk ordning
- Volvo B10M (1978–2001) – Liggande längsmonterad mittmotor, monterad alldeles bakom framaxeln, normalgolv (trappsteg innanför samtliga dörrar), fanns med dieseldrift eller gasdrift.
  - Volvo B10MA – ledversion av B10M, motorn under golvet fram, drivandes på mittenhjulen (främre bakaxeln), fanns endast med dieseldrift.
  - Volvo B10MD (1981–2001) – dubbeldäckarversion av B10M, fanns endast med dieseldrift.
  - Volvo C10M (1984–1987) – samma som B10M men med kortare karossöverhäng samt med motorn monterad helt mitten av chassit, fanns endast med extra högt golv (SHD) och med dieseldrift.

- Volvo B10R (1979–1992) – Liggande längsmonterad bakmotor, trappsteg vid samtliga dörrar, kunde fås med lägre insteg, i form av endast ett trappsteg fram, fanns endast med dieseldrift.

- Volvo B10T  (1992–2000), även kallad Volvo Olympian, – Dubbeldäckare med tvärställd bakmotor, fanns endast med dieseldrift.

- Volvo B10B (1992–2001) – Liggande längsmonterad bakmotor, normalgolv (trappsteg vid samtliga in/ut-gångar), fanns endast med dieseldrift.

- Volvo B10BLE (1992–2004) – Liggande längsmonterad bakmotor, lågentrévariant av B10B, fanns med dieseldrift, gasdrift eller etanoldrift.

- Volvo B10L (1993–2005) – Liggande längsmonterad/sidmonterad bakmotor, helt lågt golv, fanns med dieseldrift fram till 1999 samt med gasdrift fram till 2005.
  - Volvo B10LA (1995–2005) – ledversion av B10L, motorn längst bak, drivning på bakersta hjulen, fanns med dieseldrift mellan 1995 och 1999 samt med gasdrift från 1999 till 2005.

- Volvo B10TL (1998–2004), även kallad Volvo Super Olympian, – Dubbeldäckare med lågt golv och tvärställd bakmotor, fanns endast med dieseldrift.

## Galleri

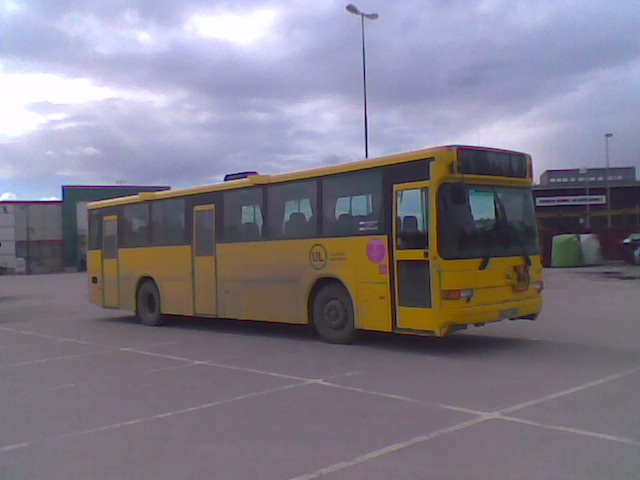
Volvo B10M
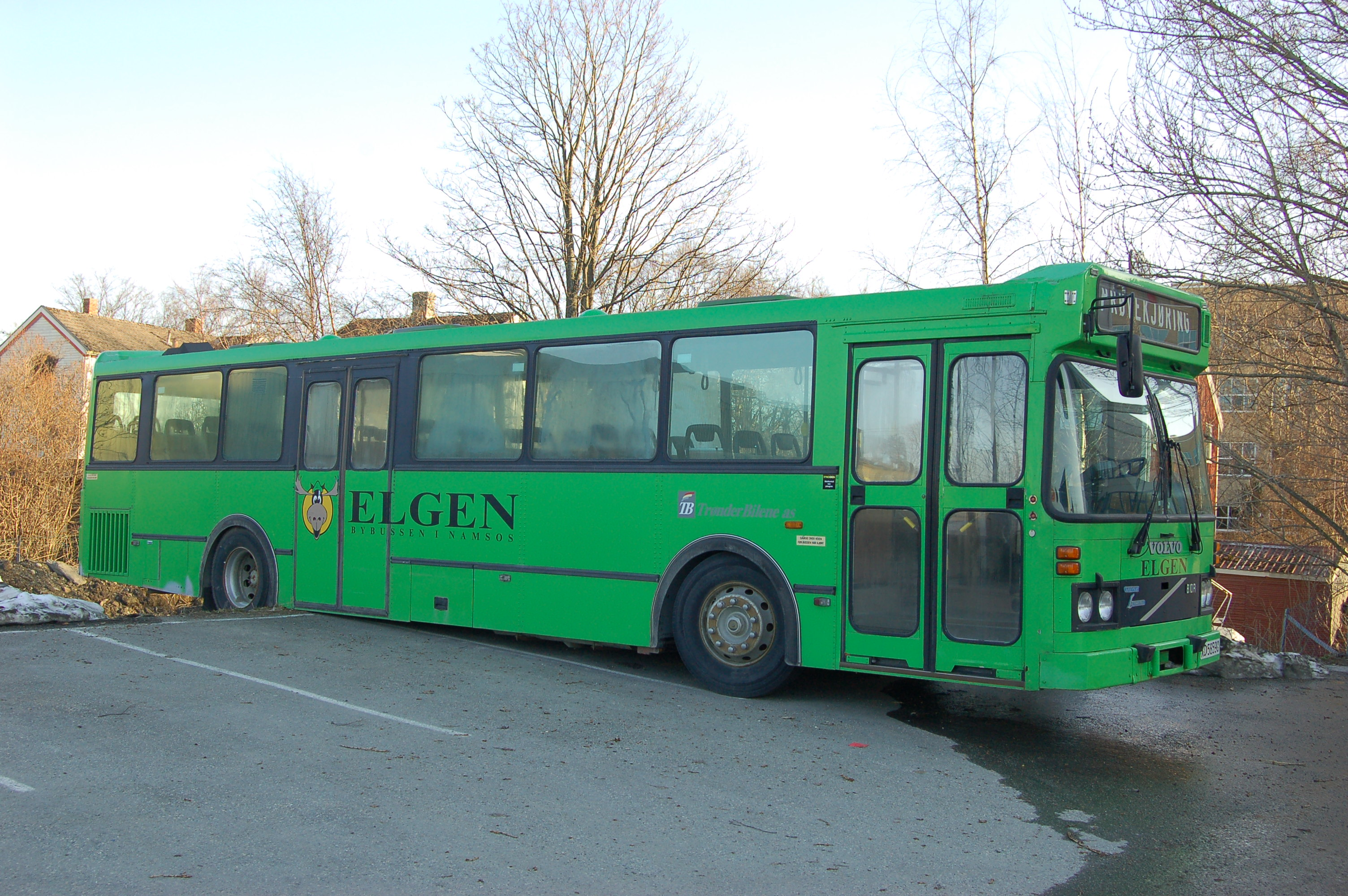
Volvo B10R
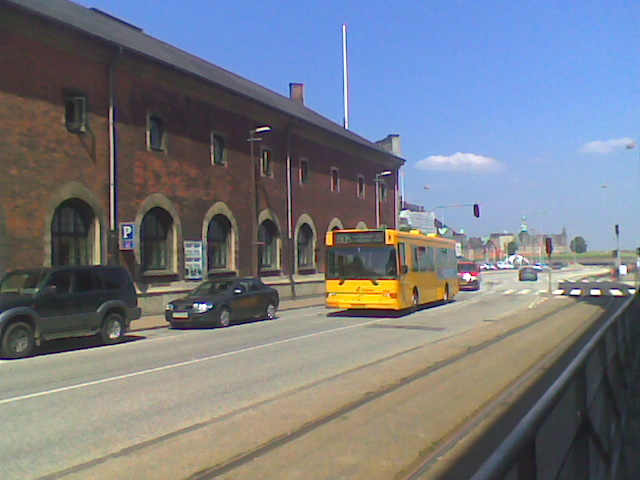
Volvo B10BLE
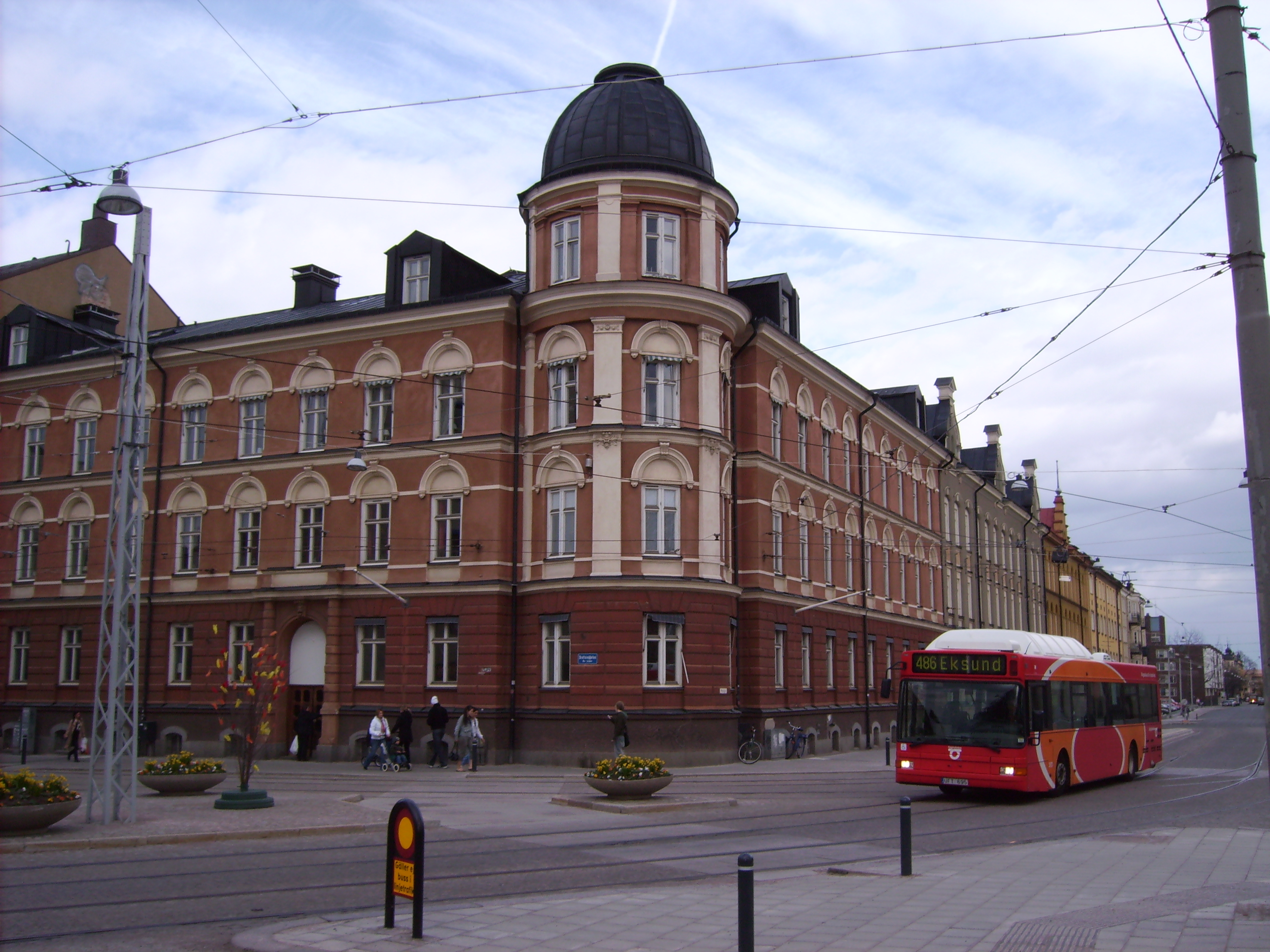
Volvo B10L
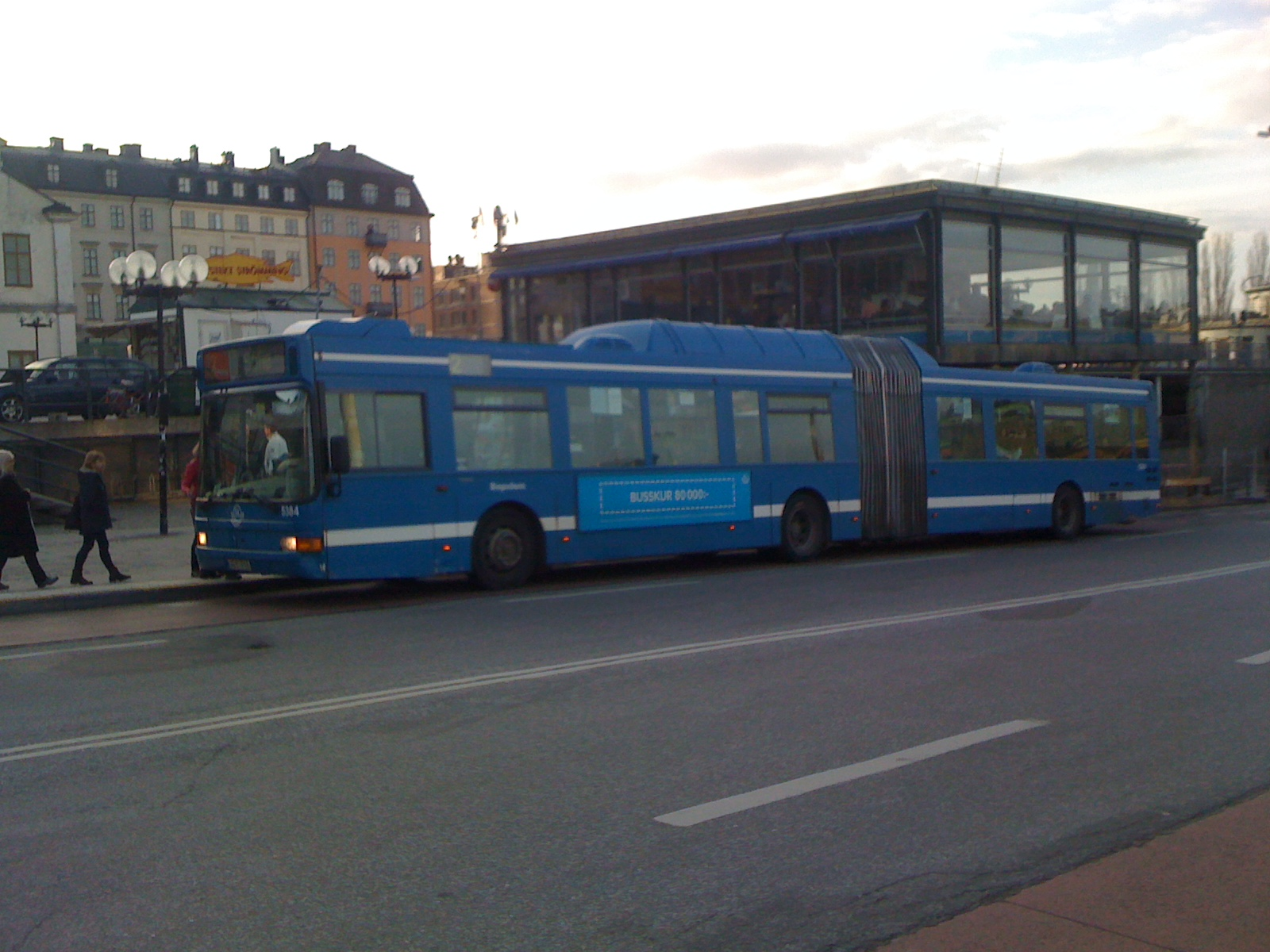
Volvo B10LA
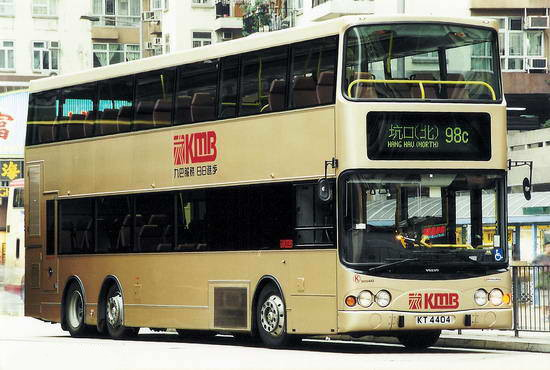
Volvo B10TL
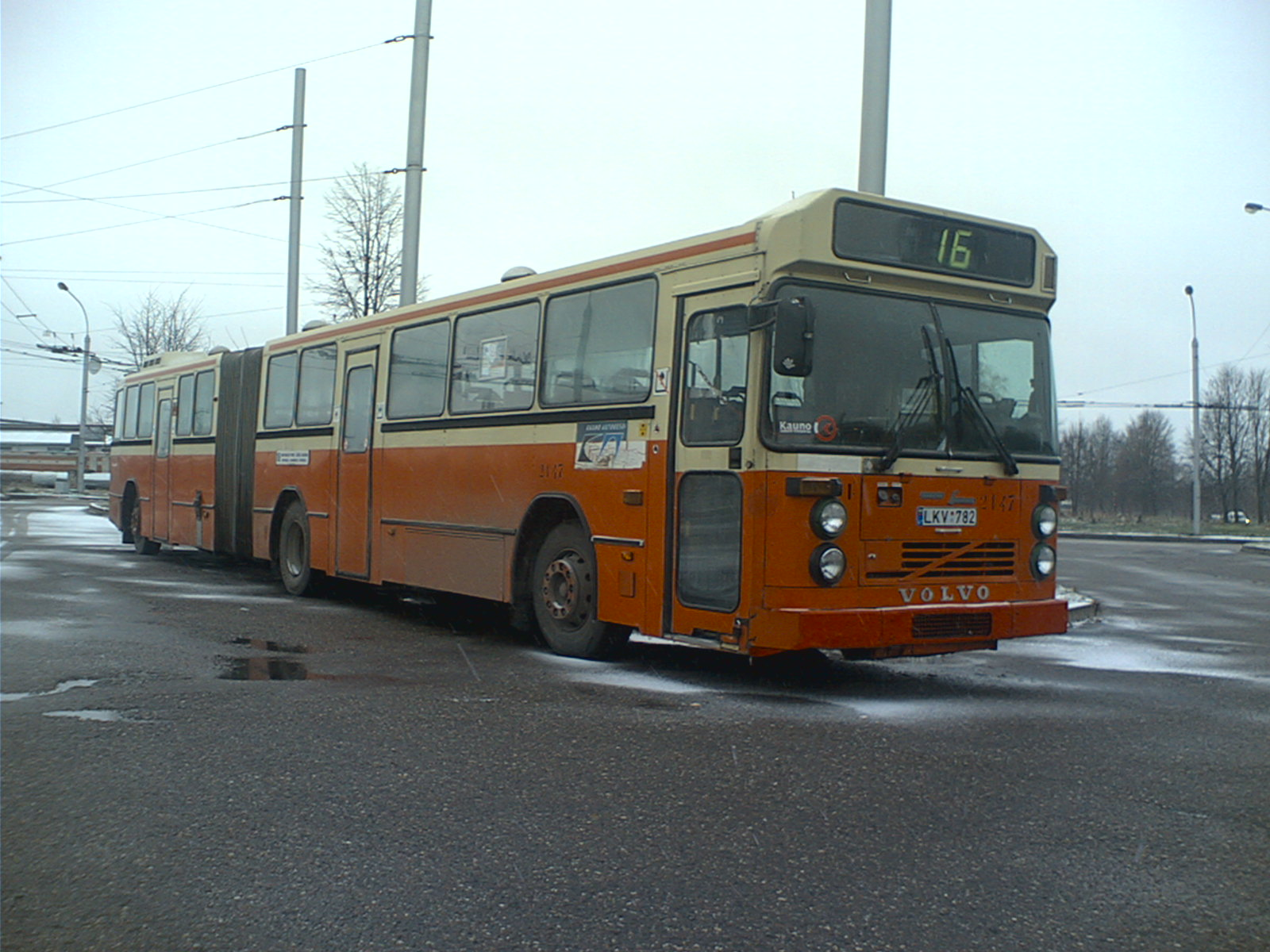
Volvo B10MA